# Hector Estrup (nationaløkonom)
 Der er flere personer med dette navn, se Hector Estrup.
Hector Estrup (født 16. januar 1934 i København, død 2. oktober 2016) var en dansk nationaløkonom, professor emeritus, godsejer og kammerherre.

## Akademisk karriere
Han var af slægten Estrup som søn af kammerherre, hofjægermester, cand.jur. Niels Rudolph Estrup (1899-1973) og Thalia Louise baronesse Wedell-Wedellsborg (1905-1996), blev student fra Randers Statsskole 1952, studerede i Italien og fik diplom fra Det europæiske institut i Torino. 1960 blev Estrup cand.oecon. fra Aarhus Universitet og gjorde karriere som forsker.
Han blev ansat som assistent ved universitetets økonomiske institut, som han 1962 ombyttede med en tilsvarende stilling ved Københavns Universitet, hvor han avancerede til lektor 1963. I 1965-66 studerede han ved Massachusetts Institute of Technology, blev 1968 konstituteret professor ved Handelshøjskolen i København og udnævnt 1973. Allerede i 1974 blev Estrup dernæst professor i nationaløkonomi ved Københavns Universitet, hvilket han var til 2003. Han blev dr.polit. 1977 på disputatsen Essays in the theory of income creation. Fra 1980 var han medlem af Videnskabernes Selskab.
1969-75 var Estrup medlem af Nationaløkonomisk Forenings bestyrelse og 1975-79 af bestyrelsen for Det Dansk-Franske Dampskibsselskab.

## Øvrige hverv
Estrup var fra 1967 godsejer og ejede Skaføgård fra 1971 til 2007, hvor han overdrog godset til sin søn Jacob Christen Estrup. I 1968-80 sad han i bestyrelsen for Foreningen af skov- og landejendomsbesiddere.
Hector Estrup hørte til kongehusets nærmeste venner[kilde mangler] og blev i 1999 kammerherre. Han var desuden Ridder af 1. grad af Dannebrogordenen (siden 18. november 1999) og bar Ærestegn for Fortjenester (Østrig).